# Kilómetro 19
Kilómetro 19 är en ort i Mexiko.   Den ligger i kommunen El Fuerte och delstaten Sinaloa, i den västra delen av landet, 1 200 km nordväst om huvudstaden Mexico City. Kilómetro 19 ligger 30 meter över havet och antalet invånare är 521.
Terrängen runt Kilómetro 19 är mycket platt. Runt Kilómetro 19 är det ganska tätbefolkat, med 72 invånare per kvadratkilometer. Närmaste större samhälle är Juan Jose Rios, 19,2 km söder om Kilómetro 19. Trakten runt Kilómetro 19 består till största delen av jordbruksmark.